# Coupe de France de rugby à XIII 1957-1958
Navigation
Édition précédente Édition suivante
La Coupe de France de rugby à XIII 1957-1958 est la 20e édition de la Coupe de France, compétition à élimination directe mettant aux prises des clubs de rugby à XIII amateurs et professionnels affiliés à la Fédération française de jeu à XIII (aujourd'hui Fédération française de rugby à XIII).

## Phase finale
|  | Huitièmes de finale             | Huitièmes de finale            | Huitièmes de finale            | Huitièmes de finale            |                    |                    | Quarts de finale       | Quarts de finale       | Quarts de finale       | Quarts de finale       |  |  | Demi-finales             | Demi-finales             | Demi-finales             | Demi-finales             |  |  | Finale                     | Finale                     | Finale                     | Finale                     |
|  |                                 |                                |                                |                                |                    |                    |                        |                        |                        |                        |  |  |                          |                          |                          |                          |  |  |                            |                            |                            |                            |
|  | Le 26 janvier 1958 à Marseille  | Le 26 janvier 1958 à Marseille | Le 26 janvier 1958 à Marseille | Le 26 janvier 1958 à Marseille |                    |                    | Le 6 avril 1958 à Albi | Le 6 avril 1958 à Albi | Le 6 avril 1958 à Albi | Le 6 avril 1958 à Albi |  |  | Le 4 mai 1958 à Lézignan | Le 4 mai 1958 à Lézignan | Le 4 mai 1958 à Lézignan | Le 4 mai 1958 à Lézignan |  |  | Le 18 mai 1958 à Perpignan | Le 18 mai 1958 à Perpignan | Le 18 mai 1958 à Perpignan | Le 18 mai 1958 à Perpignan |
|  | Villeneuve-sur-Lot              | Villeneuve-sur-Lot             | 11                             | 11                             |                    |                    | Le 6 avril 1958 à Albi | Le 6 avril 1958 à Albi | Le 6 avril 1958 à Albi | Le 6 avril 1958 à Albi |  |  | Le 4 mai 1958 à Lézignan | Le 4 mai 1958 à Lézignan | Le 4 mai 1958 à Lézignan | Le 4 mai 1958 à Lézignan |  |  | Le 18 mai 1958 à Perpignan | Le 18 mai 1958 à Perpignan | Le 18 mai 1958 à Perpignan | Le 18 mai 1958 à Perpignan |
|  | Villeneuve-sur-Lot              | Villeneuve-sur-Lot             | 11                             | 11                             |                    |                    | Le 6 avril 1958 à Albi | Le 6 avril 1958 à Albi | Le 6 avril 1958 à Albi | Le 6 avril 1958 à Albi |  |  | Le 4 mai 1958 à Lézignan | Le 4 mai 1958 à Lézignan | Le 4 mai 1958 à Lézignan | Le 4 mai 1958 à Lézignan |  |  | Le 18 mai 1958 à Perpignan | Le 18 mai 1958 à Perpignan | Le 18 mai 1958 à Perpignan | Le 18 mai 1958 à Perpignan |
|  | Lyon                            | Lyon                           | 6                              | 6                              |                    |                    | Le 6 avril 1958 à Albi | Le 6 avril 1958 à Albi | Le 6 avril 1958 à Albi | Le 6 avril 1958 à Albi |  |  | Le 4 mai 1958 à Lézignan | Le 4 mai 1958 à Lézignan | Le 4 mai 1958 à Lézignan | Le 4 mai 1958 à Lézignan |  |  | Le 18 mai 1958 à Perpignan | Le 18 mai 1958 à Perpignan | Le 18 mai 1958 à Perpignan | Le 18 mai 1958 à Perpignan |
|  | Lyon                            | Lyon                           | 6                              | 6                              | Villeneuve-sur-Lot | Villeneuve-sur-Lot | 21                     | 21                     |                        |                        |  |  | Le 4 mai 1958 à Lézignan | Le 4 mai 1958 à Lézignan | Le 4 mai 1958 à Lézignan | Le 4 mai 1958 à Lézignan |  |  | Le 18 mai 1958 à Perpignan | Le 18 mai 1958 à Perpignan | Le 18 mai 1958 à Perpignan | Le 18 mai 1958 à Perpignan |
|  | Le 26 janvier 1958 à Toulouse   |                                |                                |                                | Villeneuve-sur-Lot | Villeneuve-sur-Lot | 21                     | 21                     |                        |                        |  |  | Le 4 mai 1958 à Lézignan | Le 4 mai 1958 à Lézignan | Le 4 mai 1958 à Lézignan | Le 4 mai 1958 à Lézignan |  |  | Le 18 mai 1958 à Perpignan | Le 18 mai 1958 à Perpignan | Le 18 mai 1958 à Perpignan | Le 18 mai 1958 à Perpignan |
|  |                                 |                                | Bordeaux                       | Bordeaux                       | 3                  | 3                  |                        |                        |                        |                        |  |  | Le 4 mai 1958 à Lézignan | Le 4 mai 1958 à Lézignan | Le 4 mai 1958 à Lézignan | Le 4 mai 1958 à Lézignan |  |  | Le 18 mai 1958 à Perpignan | Le 18 mai 1958 à Perpignan | Le 18 mai 1958 à Perpignan | Le 18 mai 1958 à Perpignan |
|  | Bordeaux                        | Bordeaux                       | Bordeaux                       | Bordeaux                       | 3                  | 3                  | 21                     | 21                     |                        |                        |  |  | Le 4 mai 1958 à Lézignan | Le 4 mai 1958 à Lézignan | Le 4 mai 1958 à Lézignan | Le 4 mai 1958 à Lézignan |  |  | Le 18 mai 1958 à Perpignan | Le 18 mai 1958 à Perpignan | Le 18 mai 1958 à Perpignan | Le 18 mai 1958 à Perpignan |
|  | Bordeaux                        | Bordeaux                       | Le 6 avril 1958 à Carcassonne  |                                |                    |                    | 21                     | 21                     |                        |                        |  |  | Le 4 mai 1958 à Lézignan | Le 4 mai 1958 à Lézignan | Le 4 mai 1958 à Lézignan | Le 4 mai 1958 à Lézignan |  |  | Le 18 mai 1958 à Perpignan | Le 18 mai 1958 à Perpignan | Le 18 mai 1958 à Perpignan | Le 18 mai 1958 à Perpignan |
|  | Carpentras                      | Carpentras                     | 15                             | 15                             |                    |                    |                        |                        |                        |                        |  |  | Le 4 mai 1958 à Lézignan | Le 4 mai 1958 à Lézignan | Le 4 mai 1958 à Lézignan | Le 4 mai 1958 à Lézignan |  |  | Le 18 mai 1958 à Perpignan | Le 18 mai 1958 à Perpignan | Le 18 mai 1958 à Perpignan | Le 18 mai 1958 à Perpignan |
|  | Carpentras                      | Carpentras                     | 15                             | 15                             | Villeneuve-sur-Lot | Villeneuve-sur-Lot | 18                     | 18                     |                        |                        |  |  |                          |                          |                          |                          |  |  | Le 18 mai 1958 à Perpignan | Le 18 mai 1958 à Perpignan | Le 18 mai 1958 à Perpignan | Le 18 mai 1958 à Perpignan |
|  | Le 26 janvier 1958 à Lézignan   |                                |                                |                                | Villeneuve-sur-Lot | Villeneuve-sur-Lot | 18                     | 18                     |                        |                        |  |  |                          |                          |                          |                          |  |  | Le 18 mai 1958 à Perpignan | Le 18 mai 1958 à Perpignan | Le 18 mai 1958 à Perpignan | Le 18 mai 1958 à Perpignan |
|  |                                 |                                | XIII Catalan                   | XIII Catalan                   | 7                  | 7                  |                        |                        |                        |                        |  |  |                          |                          |                          |                          |  |  | Le 18 mai 1958 à Perpignan | Le 18 mai 1958 à Perpignan | Le 18 mai 1958 à Perpignan | Le 18 mai 1958 à Perpignan |
|  | XIII Catalan                    | XIII Catalan                   | XIII Catalan                   | XIII Catalan                   | 7                  | 7                  | 3                      | 3                      |                        |                        |  |  |                          |                          |                          |                          |  |  | Le 18 mai 1958 à Perpignan | Le 18 mai 1958 à Perpignan | Le 18 mai 1958 à Perpignan | Le 18 mai 1958 à Perpignan |
|  | XIII Catalan                    | XIII Catalan                   | Le 4 mai 1958 à Montpellier    |                                |                    |                    | 3                      | 3                      |                        |                        |  |  |                          |                          |                          |                          |  |  | Le 18 mai 1958 à Perpignan | Le 18 mai 1958 à Perpignan | Le 18 mai 1958 à Perpignan | Le 18 mai 1958 à Perpignan |
|  | Montpellier                     | Montpellier                    | 2                              | 2                              |                    |                    |                        |                        |                        |                        |  |  |                          |                          |                          |                          |  |  | Le 18 mai 1958 à Perpignan | Le 18 mai 1958 à Perpignan | Le 18 mai 1958 à Perpignan | Le 18 mai 1958 à Perpignan |
|  | Montpellier                     | Montpellier                    | 2                              | 2                              | XIII Catalan       | XIII Catalan       | 6                      | 6                      |                        |                        |  |  |                          |                          |                          |                          |  |  | Le 18 mai 1958 à Perpignan | Le 18 mai 1958 à Perpignan | Le 18 mai 1958 à Perpignan | Le 18 mai 1958 à Perpignan |
|  | Le 26 janvier 1958 à Lyon       |                                |                                |                                | XIII Catalan       | XIII Catalan       | 6                      | 6                      |                        |                        |  |  |                          |                          |                          |                          |  |  | Le 18 mai 1958 à Perpignan | Le 18 mai 1958 à Perpignan | Le 18 mai 1958 à Perpignan | Le 18 mai 1958 à Perpignan |
|  |                                 |                                | Lézignan                       | Lézignan                       | 5                  | 5                  |                        |                        |                        |                        |  |  |                          |                          |                          |                          |  |  | Le 18 mai 1958 à Perpignan | Le 18 mai 1958 à Perpignan | Le 18 mai 1958 à Perpignan | Le 18 mai 1958 à Perpignan |
|  | Lézignan                        | Lézignan                       | Lézignan                       | Lézignan                       | 5                  | 5                  | 17                     | 17                     |                        |                        |  |  |                          |                          |                          |                          |  |  | Le 18 mai 1958 à Perpignan | Le 18 mai 1958 à Perpignan | Le 18 mai 1958 à Perpignan | Le 18 mai 1958 à Perpignan |
|  | Lézignan                        | Lézignan                       | Le 6 avril 1958 à Cavaillon    |                                |                    |                    | 17                     | 17                     |                        |                        |  |  |                          |                          |                          |                          |  |  | Le 18 mai 1958 à Perpignan | Le 18 mai 1958 à Perpignan | Le 18 mai 1958 à Perpignan | Le 18 mai 1958 à Perpignan |
|  | Cavaillon                       | Cavaillon                      | 6                              | 6                              |                    |                    |                        |                        |                        |                        |  |  |                          |                          |                          |                          |  |  | Le 18 mai 1958 à Perpignan | Le 18 mai 1958 à Perpignan | Le 18 mai 1958 à Perpignan | Le 18 mai 1958 à Perpignan |
|  | Cavaillon                       | Cavaillon                      | 6                              | 6                              | Villeneuve-sur-Lot | Villeneuve-sur-Lot | 20                     | 20                     |                        |                        |  |  |                          |                          |                          |                          |  |  |                            |                            |                            |                            |
|  | Le 26 janvier 1958 à Nîmes      |                                |                                |                                | Villeneuve-sur-Lot | Villeneuve-sur-Lot | 20                     | 20                     |                        |                        |  |  |                          |                          |                          |                          |  |  |                            |                            |                            |                            |
|  |                                 |                                | Avignon                        | Avignon                        | 8                  | 8                  |                        |                        |                        |                        |  |  |                          |                          |                          |                          |  |  |                            |                            |                            |                            |
|  | Avignon                         | Avignon                        | Avignon                        | Avignon                        | 8                  | 8                  | 16                     | 16                     |                        |                        |  |  |                          |                          |                          |                          |  |  |                            |                            |                            |                            |
|  | Avignon                         | Avignon                        |                                |                                |                    |                    |                        | 16                     |                        |                        |  |  |                          |                          |                          |                          |  |  |                            |                            |                            |                            |
|  | Bayonne                         | Bayonne                        | 0                              | 0                              |                    |                    |                        |                        |                        |                        |  |  |                          |                          |                          |                          |  |  |                            |                            |                            |                            |
|  | Bayonne                         | Bayonne                        | 0                              | 0                              | Avignon            | Avignon            | 11                     | 11                     |                        |                        |  |  |                          |                          |                          |                          |  |  |                            |                            |                            |                            |
|  | Le 26 janvier 1958 à Carpentras |                                |                                |                                | Avignon            | Avignon            | 11                     | 11                     |                        |                        |  |  |                          |                          |                          |                          |  |  |                            |                            |                            |                            |
|  |                                 |                                | Marseille                      | Marseille                      | 7                  | 7                  |                        |                        |                        |                        |  |  |                          |                          |                          |                          |  |  |                            |                            |                            |                            |
|  | Marseille                       | Marseille                      | Marseille                      | Marseille                      | 7                  | 7                  | 5                      | 5                      |                        |                        |  |  |                          |                          |                          |                          |  |  |                            |                            |                            |                            |
|  | Marseille                       | Marseille                      | Le 6 avril 1958 à Cahors       |                                |                    |                    | 5                      | 5                      |                        |                        |  |  |                          |                          |                          |                          |  |  |                            |                            |                            |                            |
|  | Toulouse                        | Toulouse                       | 4                              | 4                              |                    |                    |                        |                        |                        |                        |  |  |                          |                          |                          |                          |  |  |                            |                            |                            |                            |
|  | Toulouse                        | Toulouse                       | 4                              | 4                              | Avignon            | Avignon            | 9                      | 9                      |                        |                        |  |  |                          |                          |                          |                          |  |  |                            |                            |                            |                            |
|  | Le 26 janvier 1958 à Bordeaux   |                                |                                |                                | Avignon            | Avignon            | 9                      | 9                      |                        |                        |  |  |                          |                          |                          |                          |  |  |                            |                            |                            |                            |
|  |                                 |                                | Albi                           | Albi                           | 8                  | 8                  |                        |                        |                        |                        |  |  |                          |                          |                          |                          |  |  |                            |                            |                            |                            |
|  | Albi                            | Albi                           | Albi                           | Albi                           | 8                  | 8                  | 16                     | 16                     |                        |                        |  |  |                          |                          |                          |                          |  |  |                            |                            |                            |                            |
|  | Albi                            | Albi                           |                                |                                |                    |                    |                        | 16                     |                        |                        |  |  |                          |                          |                          |                          |  |  |                            |                            |                            |                            |
|  | Roanne                          | Roanne                         | 0                              | 0                              |                    |                    |                        |                        |                        |                        |  |  |                          |                          |                          |                          |  |  |                            |                            |                            |                            |
|  | Roanne                          | Roanne                         | 0                              | 0                              | Albi               | Albi               | 17                     | 17                     |                        |                        |  |  |                          |                          |                          |                          |  |  |                            |                            |                            |                            |
|  | Le 26 janvier 1958 à Bayonne    |                                |                                |                                | Albi               | Albi               | 17                     | 17                     |                        |                        |  |  |                          |                          |                          |                          |  |  |                            |                            |                            |                            |
|  |                                 |                                | Bataillon de Joinville         | Bataillon de Joinville         | 2                  | 2                  |                        |                        |                        |                        |  |  |                          |                          |                          |                          |  |  |                            |                            |                            |                            |
|  | Bataillon de Joinville          | Bataillon de Joinville         | Bataillon de Joinville         | Bataillon de Joinville         | 2                  | 2                  | 19                     | 19                     |                        |                        |  |  |                          |                          |                          |                          |  |  |                            |                            |                            |                            |
|  | Bataillon de Joinville          | Bataillon de Joinville         |                                |                                |                    |                    |                        | 19                     |                        |                        |  |  |                          |                          |                          |                          |  |  |                            |                            |                            |                            |
|  | Carcassonne                     | Carcassonne                    | 7                              | 7                              |                    |                    |                        |                        |                        |                        |  |  |                          |                          |                          |                          |  |  |                            |                            |                            |                            |
|  | Carcassonne                     | Carcassonne                    | 7                              | 7                              |                    |                    |                        |                        |                        |                        |  |  |                          |                          |                          |                          |  |  |                            |                            |                            |                            |
|  |                                 |                                |                                |                                |                    |                    |                        |                        |                        |                        |  |  |                          |                          |                          |                          |  |  |                            |                            |                            |                            |

## Finale - 18 mai 1958
(mt : 5 - 3)
Points marqués :
- Villeneuve-sur-Lot : 1 essai de Trompamer (31e), de Tarozzi (54e), Lacaze (75e) et Ballouhey  (?) ; 3 transformations d'Eito (31e) de Fabre (54e) et d'Estrada (?), 1 drop d'Estrada (45e)
- Avignon : 1 essai de Merquey (38e et ?) ; 1 transformation de Favbre (?)

Arbitre : M. 
Évolution du score : 5-0, 5-3 (mi-temps), 7-3, 12-3, 12-8, 15-8, 20-8
Spectateurs : 
Composition des équipes :
- Villeneuve-sur-Lot : Roger Estrada - Jacques Dubon, André Lacaze, Antoine Jimenez, Pierre Touton- Bertrand Ballouhey (o), Pascal Eito (m) - Jean Panno, Michel Monclus, Angélo Boldini, Trompamer, Ermes Tarozzi, Betrand Planté - Entraîneur : Jep Maso
- Avignon : Maurice Fabvre - Henri Cazade, Jacques Merquey, Louis Mallet, Jacques Maigre - Fernand Rouqueirol (o), René Jean (m) - Jacques Fabre, Pierre Derradji, André Béraud, Abel Duplan, Georges Del Monaco, Jean Rouqueirol - Entraîneur : André Béraud

La finale de la Coupe de France est précédée de la finale juniors qui voit Carpentras s'imposait 11-9 à Villeneuve-sur-Lot.